# Le K (nouvelle)
Le K  (Il colombre) est une nouvelle fantastique de Dino Buzzati, incluse dans le recueil auquel elle donne son nom (Le K), publié pour la première fois en Italie en 1966.

## Résumé
Le K raconte l'histoire d'un garçon, Stefano, poursuivi par un monstre marin aux allures de squale géant, appelé « le K ». Il le fuit toute sa vie en restant loin des côtes d'abord. Mais ensuite l'appel de la mer et du K se font ressentir et il devient un marin qui parcourt le monde sur son bateau, voyant le K comme une malédiction. 
Alors qu'il est sur le point de mourir de vieillesse, il décide d'aller à la rencontre de son destin en affrontant le K ; ce dernier est aussi exténué que lui et lui transmet enfin le message qui lui était destiné. Il était en fait chargé de lui remettre une perle magique capable de lui assurer réussite, richesse et bonheur durant toute sa vie. Cet homme a refusé son destin jusqu'au crépuscule de sa vie, refusant en fait la promesse de bonheur éternel qui lui était destinée.

## Analyse
- Si vous ne connaissez pas le sujet, laissez ce bandeau (vous pouvez alors contacter les auteurs).
- Si vous supprimez le contenu mis en cause (vous pouvez préalablement contacter les auteurs),

argumentez précisément cette suppression dans la page de discussion
(un manque de référence n'est pas un argument ; une recherche réelle de référence doit avoir été effectuée, être formellement documentée).
Le K est à rapprocher d'autres nouvelles de Dino Buzzati qui ont pour thème récurrent la fuite du temps, la vie qui passe sans que l'homme s'en aperçoive : tout à coup, le personnage du récit découvre qu'il est vieux et qu'il a passé sa vie à la poursuite d'une illusion. Ce thème apparaît donc dans Le K, mais également dans Jeune fille qui tombe...tombe, Chasseurs de vieux et La Tour Eiffel. On note que le voyage dans le temps se fait de façon horizontale, sur la mer, dans Le K, et de façon verticale dans les deux autres nouvelles citées : de haut en bas dans Jeune fille qui tombe... tombe et de bas en haut dans La Tour Eiffel. Dans la nouvelle Sept étages (Sette piani), on retrouve cette verticalité : un homme est hospitalisé dans un établissement des plus modernes qui compte sept étages et où le parcours des malades les amène à descendre progressivement d'étage en étage jusqu'au rez-de-chaussée de l'hôpital, où se trouvent les patients en phase terminale et où la descente des stores matérialise leur mort. 
Toutes ces nouvelles sont évidemment des métaphores de la vie humaine : chez Dino Buzzati, l'homme s'étourdit dans la vie active, dans les relations mondaines pour fuir la vieillesse et la mort qui arrivent brutalement sans qu'il en ait pratiquement conscience. 
Par ailleurs, dans la structure du récit de la nouvelle Le K, l'auteur évite le registre pathétique pour retarder la chute du récit.